# 小坪弘良
小坪 弘良（こつぼ ひろよし）は、日本のプロレスラー。原人ギミックである、つぼ原人（つぼげんじん）のリングネームで知られている。

## 経歴
1993年3月18日、W★INGプロモーションでデビューしたが、4月にプロフェッショナルレスリング藤原組に練習生として移籍した後にプロフェッショナルレスリング藤原組で再デビュー。紙のプロレスに連載していた石川雄規のコラムによると、藤原組の入門テストは不合格だったが、藤原喜明に「合格しました。よろしくお願いします」と挨拶し、そのまま藤原組へ移籍したという。気の利いた性格で付き人としての評価は高かったので、移籍から退団まで一貫して藤原の付き人を務めていた。
1994年12月、原人ギミックの、つぼ原人として活動する。
1995年、アメリカにあるボリス・マレンコが主宰しているマレンコ道場に留学。そのユニークなキャラクターが受けて人気となる。4月と5月、ECWに参戦。11月19日、プロフェッショナルレスリング藤原組を退団。
レッスル夢ファクトリーと格闘探偵団バトラーツを中心に活動。
1997年11月24日、WAR横浜文化体育館大会で安良岡裕二&石井智宏組に勝利して福田雅一と共にインターナショナルジュニアタッグ王座を獲得。12月23日、力道山OB会後楽園ホール大会「上田馬之助君を激励するプロレス大会」に神風とタッグを組んで参戦。
1999年、つぼ原人として、みちのくプロレスと闘龍門JAPANに参戦。同年、プロレスプロモーション「つぼプロモーション」の旗揚げ戦を開催。藤原、仲野信市、佐野巧真、石川、田中稔、アレクサンダー大塚など実力派選手が参戦し、レスリング中心のクラシカルなスタイルがファンとマスコミから高評価を受けた。
2001年3月25日、みちのくプロレスZepp Sendai大会に参戦し、新崎人生と対戦して敗れる。
2002年11月8日、みちのくプロレス大田区体育館大会に参戦し、同じ原人ギミックのヨネ原人と原人・コントラ・原人（敗者は山に帰る）に勝利。
2003年11月3日、みちのくプロレス有明コロシアム大会に参戦し、原人コスチュームのボブ・サップとタッグを組んで参戦。
2004年12月29日、全日本プロレスZepp Tokyo大会に参戦し、武藤敬司と対戦して敗れる。
2006年5月13日、新日本プロレスの別ブランド「WRESTLE LAND」新宿FACE大会に参戦し、愚乱・浪花と対戦して勝利。
2007年、NEO女子プロレスの前座試合で女子選手との対戦やミゼットレスラーと絡むことがあった。
2009年3月、地元福岡県久留米市にプロレスプロモーション「ふる里プロレス」を設立。5月16日、あけぼの商店街特設リングで、ふる里プロレスの旗揚げ戦を開催。
2014年1月31日、WRESTLE-1後楽園ホール大会に参戦し、浜亮太と対戦して敗れる。第1試合開始前に同期でデビュー20周年を迎えた田中稔の記念セレモニーが行われて田中にケーキを贈呈。
2017年11月4日、みちのくプロレス酒田市勤労者体育センター大会に参戦し、ヨネ原人と約15年振りに対戦して勝利。
2019年2月8日、横浜ラジアントホールで行われた川田利明プロデュース興行に14年ぶり素顔で参戦。同期の田中稔と組み、藤原喜明、石川雄規組と藤原組同窓会マッチとして対戦。6月18日、新木場1stRINGで行われた田中稔25周年興行にＸとして参戦。葛西純、木高イサミと3WAYマッチで対戦。6月26日、後楽園ホールで行われた長州力引退興行に素顔で参戦。田中稔とタッグを組み、ヨシタツ、上野勇希組と対戦。

## 得意技
バーミヤンスタンプ
整体治療
ラジオ体操第1
ラジオ体操第2

## 入場曲
- ウルトラQのメインテーマ

## タイトル歴
- インターナショナルジュニアヘビー級タッグ王座